# L'amica di mia madre
L'amica di mia madre è un film del 1975 diretto da Mauro Ivaldi. Fa parte del filone della commedia sexy all'italiana.

## Trama
La madre di Billy, ragazzo diciassettenne molto attratto dal genere femminile, è all'estero. Il ragazzo, che è balbuziente e utilizza spesso rime ironiche per esprimere i suoi concetti, ospita a casa sua Barbara, attraente amica della madre momentaneamente in crisi con il proprio compagno. Billy è molto amico di una avvenente ventisettenne di nome Andrea che presenta come la propria fidanzata ma che, in realtà, è già impegnata con un altro uomo; lei lo provoca più volte, ma riesce sempre a non concedersi sessualmente. Il giovane cerca allora di convincere Barbara ad avere rapporti sessuali con lui, ma senza successo perché lei lo considera troppo giovane. Quando ormai pensa di non avere più speranze, Billy riesce ad avere Barbara, anche se per una sola volta. Nel finale Billy, che finalmente ha perso la balbuzie e non solo, va all'aeroporto a salutare Barbara che torna dal suo compagno e Andrea che si è sposata con un uomo più anziano e sta partendo per il viaggio di nozze. Billy, per niente scoraggiato, trova subito una sostituta...